# Colotois zorella
Colotois zorella là một loài bướm đêm trong họ Geometridae.